# Herreras
Herreras es un barrio ubicado en el municipio de Río Grande en el estado libre asociado de Puerto Rico. En el Censo de 2010 tenía una población de 782 habitantes y una densidad poblacional de 80,8 personas por km².

## Geografía
Herreras se encuentra ubicado en las coordenadas 18°24′2″N 65°49′6″O / 18.40056, -65.81833. Según la Oficina del Censo de los Estados Unidos, Herreras tiene una superficie total de 9.68 km², de la cual 8.33 km² corresponden a tierra firme y (13.89%) 1.34 km² es agua.

## Demografía
Según el censo de 2010, había 782 personas residiendo en Herreras. La densidad de población era de 80,8 hab./km². De los 782 habitantes, Herreras estaba compuesto por el 64.07% blancos, el 29.16% eran afroamericanos, el 0.9% eran amerindios, el 0.77% eran asiáticos, el 2.81% eran de otras razas y el 2.3% pertenecían a dos o más razas. Del total de la población el 99.36% eran hispanos o latinos de cualquier raza.